# 劳伦·史密斯
劳伦·史密斯（英語：Lauren Smith，1991年9月26日—），英格蘭女子羽毛球運動員。

## 簡歷
劳伦·史密斯7歲時開始接觸羽毛球運動，起初跟家人在當地的一間俱樂部打球。
2009年4月，劳伦·史密斯代表英格兰参加義大利米蘭举办的歐洲青年羽毛球錦標賽，在率先进行的团体赛，英格兰队赢得铜牌；而与本·斯塔夫斯基的混双準決賽以0比2（6-21、14-21）不敌荷兰的雅高·阿伦斯/塞莱娜·皮克，赢得欧青赛铜牌。
2011年4月，劳伦·史密斯分别与亚历山德拉·兰利以及本·斯塔夫斯基出战葡萄牙羽毛球國際賽，在女双决赛以2比1（14-21、21-14、21-17）击败了队友的海伦·戴维斯/艾莉莎·林姆，夺得其首个国际赛冠军；而混双决赛以0比2（23-25、19-21）不敌队友的罗宾·米德尔顿/亚历山德拉·兰利，赢得亚军。同年5月，她与亚历山德拉·兰利出战西班牙羽毛球公開賽，在女双準决赛以1比2（21-13、21-23、15-21）不敌赛会2号种子、加拿大的尼克尔·格蕾瑟/夏尔曼·丽德。同年12月，她与亚历山德拉·兰利出战威爾斯羽毛球國際賽，在女双决赛以0比2（16-21、14-21）不敌赛会头号种子、马来西亚的黄惠恩/黄惠龄，赢得亚军。
2012年1月，劳伦·史密斯与亚历山德拉·兰利出战愛沙尼亞羽毛球國際賽，在女双準决赛以0比2（19-21、18-21）不敌荷兰的萨曼塔·巴宁/伊尔莎·瓦森。同年3月，她与本·斯塔夫斯基出战波蘭羽毛球國際賽，在混双决赛以0比2（15-21、11-21）不敌赛会头号种子、队友的内森·罗布森/珍妮·沃尔沃克。同年5月，她与加布里·怀特出战丹麥羽毛球國際賽，在女双决赛以0比2（18-21、19-21）不敌赛会头号种子、丹麦的莱恩·丹穆凯尔·克鲁斯/马丽恩·罗布克，赢得亚军。同期5月，她与珍妮·沃尔沃克出战西班牙羽毛球公開賽，在女双準决赛以0比2（17-21、24-26）不敌俄罗斯的塔吉娜·比比克/安娜斯塔西亚·切尔维亚科娃。同年11月，她分别与加布里·怀特以及本·斯塔夫斯基出战威爾斯羽毛球國際賽，在女双决赛以2比0（21-7、21-14）击败了赛会3号种子、苏格兰的吉莉·库珀/克里斯蒂·吉尔莫，赢得冠军；而混双準决赛以0比2（20-22、17-21）不敌赛会3号种子、队友的克里斯·兰格瑞奇/希瑟·奥利弗。
2013年8月，劳伦·史密斯參加中國廣州舉行的世界羽毛球錦標賽，與加布里·怀特出戰女子雙打項目，首圈以2-0擊敗印度組合晉級，但在第二圈就以0比2（16-21、14-21）不敵7號種子、中國的包宜鑫/钟倩欣出局。同年10月，她与加布里·怀特出战碧特博格羽毛球黃金大獎賽，在女双準决赛以0比2（16-21、19-21）不敌荷兰的埃菲耶·穆斯肯斯/塞莱娜·皮克。
2014年7月，劳伦·史密斯代表英格兰参加苏格兰格拉斯哥举办的英聯邦運動會羽毛球比賽，在率先进行的团体赛，英格兰队赢得银牌；而与加布里·爱德考克的女双準決賽以0比2（16-21、11-21）不敌赛会2号种子、马来西亚强档的許嘉雯/溫可微；在季軍戰以1比2（16-21、21-15、21-16）力克马来西亚的林芸如/賴沛君，赢得英联邦女子双打季军。同年11月，她与希瑟·奥利弗出战蘇格蘭羽毛球大獎賽，在女双决赛以0比2（7-21、15-21）不敌赛会头号种子、保加利亚强档的加夫列拉·斯托伊娃/斯蒂法尼·斯托伊娃，赢得亚军。同期11月，她与希瑟·奥利弗出战威爾斯羽毛球國際賽，在女双决赛以2比0（21-11、21-17）击败了队友的苏菲·布朗/凯特·罗伯特肖，赢得冠军。
2015年2月，劳伦·史密斯与希瑟·奥利弗出战奧地利羽毛球公開賽，在女双决赛以0比2（14-21、21-23）不敌赛会8号种子、印尼的苏琪·里基·安迪妮/马雷塔·德亚·乔瓦尼，赢得亚军。同年3月，她与希瑟·奥利弗出战奧爾良羽毛球國際挑戰賽，在女双决赛以1比2（20-22、21-16、9-21）不敌赛会头号种子、保加利亚的加夫列拉·斯托伊娃/斯蒂法尼·斯托伊娃，赢得亚军。同年4月，她与希瑟·奥利弗出战芬蘭羽毛球公開賽，在女双决赛以2比0（21-13、23-21）击败了赛会2号种子、法国的戴尔芬·兰萨克/埃米莉·拉菲尔，赢得冠军。同年7月，她与希瑟·奥利弗出战拉各斯羽毛球國際挑戰賽，在女双準决赛以1比2（15-21、21-14、18-21）不敌印度的普拉迪亚·加德雷/斯基·雷迪。同年9月，她与希瑟·奥利弗出战哈爾科夫羽毛球國際賽，在女双决赛以0比2（18-21、15-21）不敌赛会2号种子、泰国强档的宗功攀·吉迪特拉恭/拉温达·巴宗哉，赢得亚军。同期9月，她与希瑟·奥利弗出战布拉格羽毛球公開賽，在女双準决赛以1比2（21-15、11-21、16-21）不敌法国的玛丽·巴托梅内/埃米莉·拉菲尔。同年11月，她与希瑟·奥利弗出战威爾斯羽毛球國際賽，在女双决赛以0比2（10-21、20-22）不敌赛会头号种子、保加利亚强档的加夫列拉·斯托伊娃/斯蒂法尼·斯托伊娃，赢得亚军。同年12月，她与希瑟·奥利弗出战美國羽毛球國際賽，在女双决赛以2比1（18-21、21-19、21-19）击败了赛会头号种子、泰国强档的普蒂塔·素帕猜恭/沙西丽·德拉达那猜，赢得冠军。
2016年3月，劳伦·史密斯与希瑟·奥利弗出战奧爾良羽毛球國際挑戰賽，在女双决赛以2比0（21-19、21-8）击败了法国的德尔菲娜·德尔吕/莉亚·巴莱尔莫，赢得冠军。同年4月，她与希瑟·奥利弗出战秘魯羽毛球國際賽，在女双决赛以1比2（18-21、21-19、19-21）不敌赛会头号种子、德国的乔安娜·格里斯威斯基/卡拉·尼尔特，赢得亚军。同年6月，她与希瑟·奥利弗出战加拿大羽毛球大獎賽，在女双决赛以0比2（15-21、16-21）不敌澳大利亚的塞特亚纳·玛帕萨/格罗娅·萨莫维尔，赢得亚军。同年9月，她与克洛伊·比爾切出战比利時羽毛球國際賽，在女双决赛以2比1（24-22、18-21、21-18）击败了赛会2号种子、丹麦的茱莉·芬尼-易普森/麗克·瑟比·漢森，赢得冠军。同期9月，她与莎拉·沃克出战布拉格羽毛球公開賽，在女双决赛以2比0（21-12、21-18）击败了保加利亚的玛丽亚·米特索娃/佩蒂娅·内德尔奇娃，赢得冠军。同年11月，她与莎拉·沃克出战蘇格蘭羽毛球大獎賽，在女双準决赛以0比2（18-21、17-21）不敌马来西亚的阿米莉亚·艾丽西娅·安瑟利/張湄鑫。同期11月，她与苏菲·布朗出战威爾斯羽毛球國際賽，在女双準决赛以0比2（16-21、18-21）不敌印度的阿什维尼·蓬纳帕/斯基·雷迪。
2017年4月，劳伦·史密斯代表英格兰参加丹麥科靈举办的歐洲羽毛球錦標賽，在与莎拉·沃克的女双準决赛以0比2（15-21、15-21）不敌赛会2号种子、保加利亚的加夫列拉·斯托伊娃/斯蒂法尼·斯托伊娃，赢得欧锦赛女子双打季军。同年6月，她与莎拉·沃克出战西班牙羽毛球國際賽，在女双準决赛以0比2（19-21、16-21）不敌日本强档的櫻本絢子/高畑祐紀子。同年9月，她与莎拉·沃克出战捷克羽毛球公開賽，在女双决赛以1比2（13-21、21-14、16-21）不敌日本强档的本田惠利奈/清水望，赢得亚军。同年10月，她与马库斯·埃利斯出战荷蘭羽毛球大獎賽，在混双决赛以0比2（17-21、18-21）不敌赛会6号种子、荷兰的雅高·阿伦斯/塞莱娜·皮克，赢得亚军。同年10月，她与马库斯·埃利斯出战碧特博格羽毛球黃金大獎賽，在混双準决赛以0比2（20-22、17-21）不敌丹麦的安德斯·斯考劳普·拉斯姆森/莱恩·霍尔马克·杰克斯菲德。同年12月，她与马库斯·埃利斯出战意大利羽毛球國際賽，在混双决赛以1比2（21-16、19-21、4-21）不敌赛会头号种子、队友的本·莱恩/杰西卡·皮尤，赢得亚军。
2018年2月，劳伦·史密斯与马库斯·埃利斯出战瑞士羽毛球公開賽，在混双决赛以0比2（20-22、19-21）不敌赛会头号种子、德国的马克·拉姆斯富斯/伊莎贝尔·赫特里克，赢得亚军。同年4月，她代表英格兰参加澳大利亚昆士蘭州黃金海岸举办的英聯邦運動會羽毛球比賽，在率先进行的团体赛，英格兰队赢得季军；她分别与莎拉·沃克以及马库斯·埃利斯出战双打项目；在女双决赛以0比2（12-21、12-21）不敌马来西亚的鄒美君/許嘉雯，赢得英联邦女子双打亚军；而混双决赛以1比2（21-19、17-21、16-21）不敌赛会2号种子、同胞的克里斯·爱德考克/加布里·爱德考克，赢得英联邦混合双打亚军。同期4月，她代表英格兰参加西班牙韦尔瓦举办的歐洲羽毛球錦標賽，在混双準决赛以1比2（16-21、21-19、12-21）不敌赛会2号种子、丹麦新老组合的马蒂亚斯·克里斯蒂安森/克里斯汀娜·彼德森，赢得欧锦赛季军。同年6月，她与马库斯·埃利斯出战加拿大羽毛球公開賽，在混双决赛以2比1（19-21、21-18、22-20）力克赛会2号种子、德国的马克·拉姆斯富斯/伊莎贝尔·赫特里克，赢得冠军。

## 主要比賽成績
只列出曾進入準決賽的國際賽事成績：
| 年份   | 賽事                        | 公開賽級別 | 項目     | 拍檔            | 成績   |
| ------ | --------------------------- | ---------- | -------- | --------------- | ------ |
| 2009年 | 歐洲青年羽毛球錦標賽        | 其他       | 混合團體 | －              | 準決賽 |
| 2009年 | 歐洲青年羽毛球錦標賽        | 其他       | 混合雙打 | 本·斯塔夫斯基   | 準決賽 |
| 2010年 | 匈牙利羽毛球國際賽          | 國際系列賽 | 女子雙打 | Alex Langley    | 準決賽 |
| 2011年 | 葡萄牙羽毛球國際賽          | 國際系列賽 | 女子雙打 | 亚历山德拉·兰利 | 冠軍   |
| 2011年 | 葡萄牙羽毛球國際賽          | 國際系列賽 | 混合雙打 | 本·斯塔夫斯基   | 亞軍   |
| 2011年 | 西班牙羽毛球公開賽          | 國際挑戰賽 | 女子雙打 | 亚历山德拉·兰利 | 準決賽 |
| 2011年 | 威爾斯羽毛球國際賽          | 國際系列賽 | 女子雙打 | 亚历山德拉·兰利 | 亞軍   |
| 2012年 | 愛沙尼亞羽毛球國際賽        | 國際系列賽 | 女子雙打 | 亚历山德拉·兰利 | 準決賽 |
| 2012年 | 波蘭羽毛球國際賽            | 國際挑戰賽 | 混合雙打 | 本·斯塔夫斯基   | 亞軍   |
| 2012年 | 丹麥羽毛球國際賽            | 國際挑戰賽 | 女子雙打 | 加布里·怀特     | 亞軍   |
| 2012年 | 西班牙羽毛球公開賽          | 國際挑戰賽 | 女子雙打 | 珍妮·沃尔沃克   | 準決賽 |
| 2012年 | 威爾斯羽毛球國際賽          | 國際挑戰賽 | 女子雙打 | 加布里·怀特     | 冠軍   |
| 2012年 | 威爾斯羽毛球國際賽          | 國際挑戰賽 | 混合雙打 | 本·斯塔夫斯基   | 準決賽 |
| 2013年 | 碧特博格羽毛球黃金大獎賽    | 黃金大獎賽 | 女子雙打 | 加布里·怀特     | 準決賽 |
| 2014年 | 英聯邦運動會羽毛球比賽      | 其他       | 混合團體 | －              | 銀牌   |
| 2014年 | 英聯邦運動會羽毛球比賽      | 其他       | 女子雙打 | 加布里·爱德考克 | 銅牌   |
| 2014年 | 蘇格蘭羽毛球大獎賽          | 大獎賽     | 女子雙打 | 希瑟·奥利弗     | 亞軍   |
| 2014年 | 威爾斯羽毛球國際賽          | 國際挑戰賽 | 女子雙打 | 希瑟·奥利弗     | 冠軍   |
| 2015年 | 奧地利羽毛球公開賽          | 國際挑戰賽 | 女子雙打 | 希瑟·奥利弗     | 亞軍   |
| 2015年 | 歐洲羽毛球混合團體錦標賽    | 其他       | 混合團體 | －              | 亞軍   |
| 2015年 | 奧爾良羽毛球國際挑戰賽      | 國際挑戰賽 | 女子雙打 | 希瑟·奥利弗     | 亞軍   |
| 2015年 | 芬蘭羽毛球公開賽            | 國際挑戰賽 | 女子雙打 | 希瑟·奥利弗     | 冠軍   |
| 2015年 | 拉各斯羽毛球國際挑戰賽      | 國際挑戰賽 | 女子雙打 | 希瑟·奥利弗     | 準決賽 |
| 2015年 | 哈爾科夫羽毛球國際賽        | 國際挑戰賽 | 女子雙打 | 希瑟·奥利弗     | 亞軍   |
| 2015年 | 布拉格羽毛球公開賽          | 國際挑戰賽 | 女子雙打 | 希瑟·奥利弗     | 準決賽 |
| 2015年 | 威爾斯羽毛球國際賽          | 國際挑戰賽 | 女子雙打 | 希瑟·奥利弗     | 亞軍   |
| 2015年 | 美國羽毛球國際賽            | 國際挑戰賽 | 女子雙打 | 希瑟·奥利弗     | 冠軍   |
| 2016年 | 奧爾良羽毛球國際挑戰賽      | 國際挑戰賽 | 女子雙打 | 希瑟·奥利弗     | 冠軍   |
| 2016年 | 秘魯羽毛球國際賽            | 國際挑戰賽 | 女子雙打 | 希瑟·奥利弗     | 亞軍   |
| 2016年 | 加拿大羽毛球大獎賽          | 大獎賽     | 女子雙打 | 希瑟·奥利弗     | 亞軍   |
| 2016年 | 比利時羽毛球國際賽          | 國際挑戰賽 | 女子雙打 | 克洛伊·比爾切   | 冠軍   |
| 2016年 | 布拉格羽毛球公開賽          | 國際挑戰賽 | 女子雙打 | 莎拉·沃克       | 冠軍   |
| 2016年 | 蘇格蘭羽毛球大獎賽          | 大獎賽     | 女子雙打 | 莎拉·沃克       | 準決賽 |
| 2016年 | 威爾斯羽毛球國際賽          | 國際挑戰賽 | 女子雙打 | 苏菲·布朗       | 準決賽 |
| 2017年 | 歐洲羽毛球混合團體錦標賽    | 其他       | 混合團體 | －              | 季軍   |
| 2017年 | 歐洲羽毛球錦標賽            | 其他       | 女子雙打 | 莎拉·沃克       | 季軍   |
| 2017年 | 西班牙羽毛球國際賽          | 國際挑戰賽 | 女子雙打 | 莎拉·沃克       | 準決賽 |
| 2017年 | 捷克羽毛球公開賽            | 國際挑戰賽 | 女子雙打 | 莎拉·沃克       | 亞軍   |
| 2017年 | 荷蘭羽毛球大獎賽            | 大獎賽     | 混合雙打 | 马库斯·埃利斯   | 冠軍   |
| 2017年 | 碧特博格羽毛球黃金大獎賽    | 黃金大獎賽 | 混合雙打 | 马库斯·埃利斯   | 準決賽 |
| 2017年 | 意大利羽毛球國際賽          | 國際挑戰賽 | 混合雙打 | 马库斯·埃利斯   | 亞軍   |
| 2018年 | 瑞士羽毛球公開賽            | 超級300賽  | 混合雙打 | 马库斯·埃利斯   | 亞軍   |
| 2018年 | 英聯邦運動會羽毛球比賽      | 其他       | 混合團體 | －              | 銅牌   |
| 2018年 | 英聯邦運動會羽毛球比賽      | 其他       | 女子雙打 | 莎拉·沃克       | 銀牌   |
| 2018年 | 英聯邦運動會羽毛球比賽      | 其他       | 混合雙打 | 马库斯·埃利斯   | 銀牌   |
| 2018年 | 歐洲羽毛球錦標賽            | 其他       | 混合雙打 | 马库斯·埃利斯   | 季軍   |
| 2018年 | 加拿大羽毛球公開賽          | 超級100賽  | 混合雙打 | 马库斯·埃利斯   | 冠軍   |
| 2018年 | 西班牙羽毛球大師賽          | 超級300賽  | 混合雙打 | 马库斯·埃利斯   | 亞軍   |
| 2018年 | 捷克羽毛球公開賽            | 國際挑戰賽 | 女子雙打 | 克洛伊·比爾切   | 冠軍   |
| 2018年 | 荷蘭羽毛球公開賽            | 超級100賽  | 混合雙打 | 马库斯·埃利斯   | 冠軍   |
| 2018年 | 薩洛盧羽毛球公開賽          | 超級100賽  | 女子雙打 | 克洛伊·比爾切   | 準決賽 |
| 2018年 | 薩洛盧羽毛球公開賽          | 超級100賽  | 混合雙打 | 马库斯·埃利斯   | 冠軍   |
| 2018年 | 蘇格蘭羽毛球公開賽          | 超級100賽  | 混合雙打 | 马库斯·埃利斯   | 冠軍   |
| 2019年 | 西班牙羽毛球大師賽          | 超級300賽  | 混合雙打 | 马库斯·埃利斯   | 準決賽 |
| 2019年 | 奧爾良羽毛球大師賽          | 超級100賽  | 女子雙打 | 克洛伊·比爾切   | 冠軍   |
| 2019年 | 丹麥羽毛球國際賽            | 國際挑戰賽 | 女子雙打 | 克洛伊·比爾切   | 亞軍   |
| 2019年 | 阿塞拜疆羽毛球國際賽        | 國際挑戰賽 | 女子雙打 | 克洛伊·比爾切   | 冠軍   |
| 2019年 | 歐洲運動會羽毛球比賽        | 其他       | 女子雙打 | 克洛伊·比爾切   | 銀牌   |
| 2019年 | 歐洲運動會羽毛球比賽        | 其他       | 混合雙打 | 马库斯·埃利斯   | 金牌   |
| 2019年 | 哈爾科夫羽毛球國際賽        | 國際挑戰賽 | 女子雙打 | 克洛伊·比爾切   | 冠軍   |
| 2019年 | 荷蘭羽毛球公開賽            | 超級100賽  | 混合雙打 | 马库斯·埃利斯   | 準決賽 |
| 2019年 | 薩洛盧羽毛球公開賽          | 超級100賽  | 女子雙打 | 克洛伊·比爾切   | 亞軍   |
| 2019年 | 赛义德·莫迪国际羽毛球锦标赛 | 超級300賽  | 混合雙打 | 马库斯·埃利斯   | 亞軍   |
| 2020年 | 泰国羽毛球大师赛            | 超級300賽  | 混合雙打 | 马库斯·埃利斯   | 冠軍   |
| 2020年 | 西班牙羽毛球大師賽          | 超級300賽  | 女子雙打 | 克洛伊·比爾切   | 準決賽 |
| 2020年 | 全英羽毛球公開賽            | 超級1000賽 | 混合雙打 | 马库斯·埃利斯   | 準決賽 |
| 2020年 | 丹麥羽毛球公開賽            | 超級750賽  | 混合雙打 | 马库斯·埃利斯   | 準決賽 |
| 2021年 | 瑞士羽毛球公開賽            | 超級300賽  | 混合雙打 | 马库斯·埃利斯   | 準決賽 |
| 2021年 | 全英羽毛球公開賽            | 超級1000賽 | 混合雙打 | 马库斯·埃利斯   | 準決賽 |
| 2021年 | 歐洲羽毛球錦標賽            | 其他       | 女子雙打 | 克洛伊·比爾切   | 亞軍   |
| 2021年 | 歐洲羽毛球錦標賽            | 其他       | 混合雙打 | 马库斯·埃利斯   | 亞軍   |
| 2022年 | 德國羽毛球公開賽            | 超級300賽  | 混合雙打 | 马库斯·埃利斯   | 準決賽 |
| 2022年 | 英聯邦運動會羽毛球比賽      | 其他       | 混合雙打 | 马库斯·埃利斯   | 銀牌   |
| 2022年 | 英聯邦運動會羽毛球比賽      | 其他       | 女子雙打 | 克洛伊·比爾切   | 銀牌   |
| 2022年 | 荷蘭羽毛球公開賽            | 國際挑戰賽 | 女子雙打 | 克洛伊·比爾切   | 亞軍   |
| 2022年 | 威爾斯羽毛球國際賽          | 國際挑戰賽 | 女子雙打 | 克洛伊·比爾切   | 亞軍   |
| 2023年 | 歐洲羽毛球混合團體錦標賽    | 其他       | 混合團體 | －              | 季軍   |
| 2023年 | 歐洲運動會羽毛球比賽        | 其他       | 混合雙打 | 马库斯·埃利斯   | 銅牌   |
| 2023年 | 比利時羽毛球國際賽          | 國際挑戰賽 | 混合雙打 | 马库斯·埃利斯   | 冠軍   |

| 2007-2017年 | 首要超級賽 | 超級賽 | 黃金大獎賽 | 大獎賽 | 國際挑戰賽 | 國際系列賽 | 未來系列賽 | 其他 |

| 2018-2026年 | 總決賽 | 超級1000賽 | 超級750賽 | 超級500賽 | 超級300賽 | 超級100賽 | 國際挑戰賽 | 國際系列賽 | 未來系列賽 | 其他 |

### 奧運會和世錦賽參賽紀錄
|          | 搭檔                          | 2011 | 2012 | 2013 | 2014 | 2015 | 2016       | 2017 | 2018 | 2019 | 2020       | 2021 | 2023 |
| -------- | ----------------------------- | ---- | ---- | ---- | ---- | ---- | ---------- | ---- | ---- | ---- | ---------- | ---- | ---- |
| 女子雙打 | 亚历山德拉·兰利               | 32強 | －   | －   | －   | －   | －         | －   | －   | －   | －         | －   | －   |
| 女子雙打 | 加布里·爱德考克 / 加布里·怀特 | －   | －   | 32強 | 48強 | －   | －         | －   | －   | －   | －         | －   | －   |
| 女子雙打 | 希瑟·奥利弗                   | －   | －   | －   | －   | 32強 | 小組第三名 | －   | －   | －   | －         | －   | －   |
| 女子雙打 | 莎拉·沃克                     | －   | －   | －   | －   | －   | －         | －   | 32強 | －   | －         | －   | －   |
| 女子雙打 | 克洛伊·比爾切                 | －   | －   | －   | －   | －   | －         | －   | －   | 48強 | 小組第四名 | 16強 | 64強 |
|          |                               |      |      |      |      |      |            |      |      |      |            |      |      |
| 混合雙打 | 马库斯·埃利斯                 | －   | －   | －   | －   | －   | －         | －   | 16強 | 16強 | 8強        | 32強 | 32強 |

## 個人榮譽
2013年11月，劳伦·史密斯當選家鄉卡萊爾的年度體壇風雲人物（英語：Carlisle Sports Personality of the Year）。